# デニス (曲)
「デニス」（Denise）は、ランディ&ザ・レインボウズが1963年に発表した楽曲。全米10位を記録した。ブロンディのカバー・バージョン（邦題「デニスに夢中」）はオランダとベルギーでそれぞれ1位を記録。ヨーロッパ各国で大ヒットした。 

## 概要
ソングライターのニール・レヴェンソンは子どものときの友人のデニス・レフラック（Denise Lefrak）を思い出し、本作品を書いた。当時「Junior & the Counts」あるいは「The Encores」などの名で活動していた5人組のドゥーワップ・グループがレコーディングすることになり、トーケンズのプロデューサーが制作した。ランディ&ザ・レインボウズというグループ名がローリー・レコードの社長によって付けられ、1963年3月にシングルとして発売された。
ビルボード・Hot 100で10位、ビルボードのHot R&B Singlesチャートで18位、キャッシュボックスで13位を記録した。

## ブロンディのバージョン
1977年6月から7月にかけてブロンディはニューヨークのプラザ・サウンドで2枚目のアルバムのレコーディングを行った。その中に「デニス」のカバーも含まれていた。グループは求愛の対象をフランス人の男性に置き換え、タイトルの綴りを「Denis」とし、デボラ・ハリーは最後の「s」を発音せずに歌った。またハリーは即興でフランス語の歌詞を付け加えている。プロデューサーのリチャード・ゴッテラーは「そのフランス語が本物かどうかどうかすら分からなかった」が、そのままOKテイクとした。
1978年2月に発売されたアルバム『囁きのブロンディ（Plastic Letters）』に収録された。イギリスでは同月にシングルカットされ、本国アメリカでは3月にシングルカットされた。ビルボード・Hot 100にはかすりともしなかったが、オランダとベルギーでそれぞれ1位を獲得。イギリスで2位、アイルランドで3位、西ドイツで9位、オーストリアで10位、スウェーデンで19位を記録し、グループにとって最初の世界的なヒットとなった。ミュージック・ビデオも作られた。